# Tsuyoshi Ihara
Pour les articles homonymes, voir Ihara.
Tsuyoshi Ihara (伊原剛志, Ihara Tsuyoshi), né le 6 novembre 1963 à Kitakyūshū est un acteur japonais.

## Biographie
Il a rejoint le Japan Action Club en 1982.

## Filmographie
- 1983 : Midnight Party
- 1988 : Bakayaro! Watashi Okotte Masu
- 1995 : Yonshimai Monogatari
- 1996 : Abunai Deka Returns
- 1998 : Heroine! Naniwa Bombers
- 2000 : Suki
- 2001 : All about our House
- 2004 : Han'ochi (半落ち?) de Kiyoshi Sasabe
- 2005 : Hinagon
- 2006 : Rétribution (叫, Sakebi) de Kiyoshi Kurosawa : Tōru Miyaji
- 2006 : Lettres d'Iwo Jima
- 2007 : Heat Island
- 2009 : Ninja
- 2011 : 13 Assassins
- 2014 : Chōkōsoku! Sankin Kōtai
- 2015 : L'Honneur des guerriers
- 2023 : Sidonie au Japon